# Jos Murer

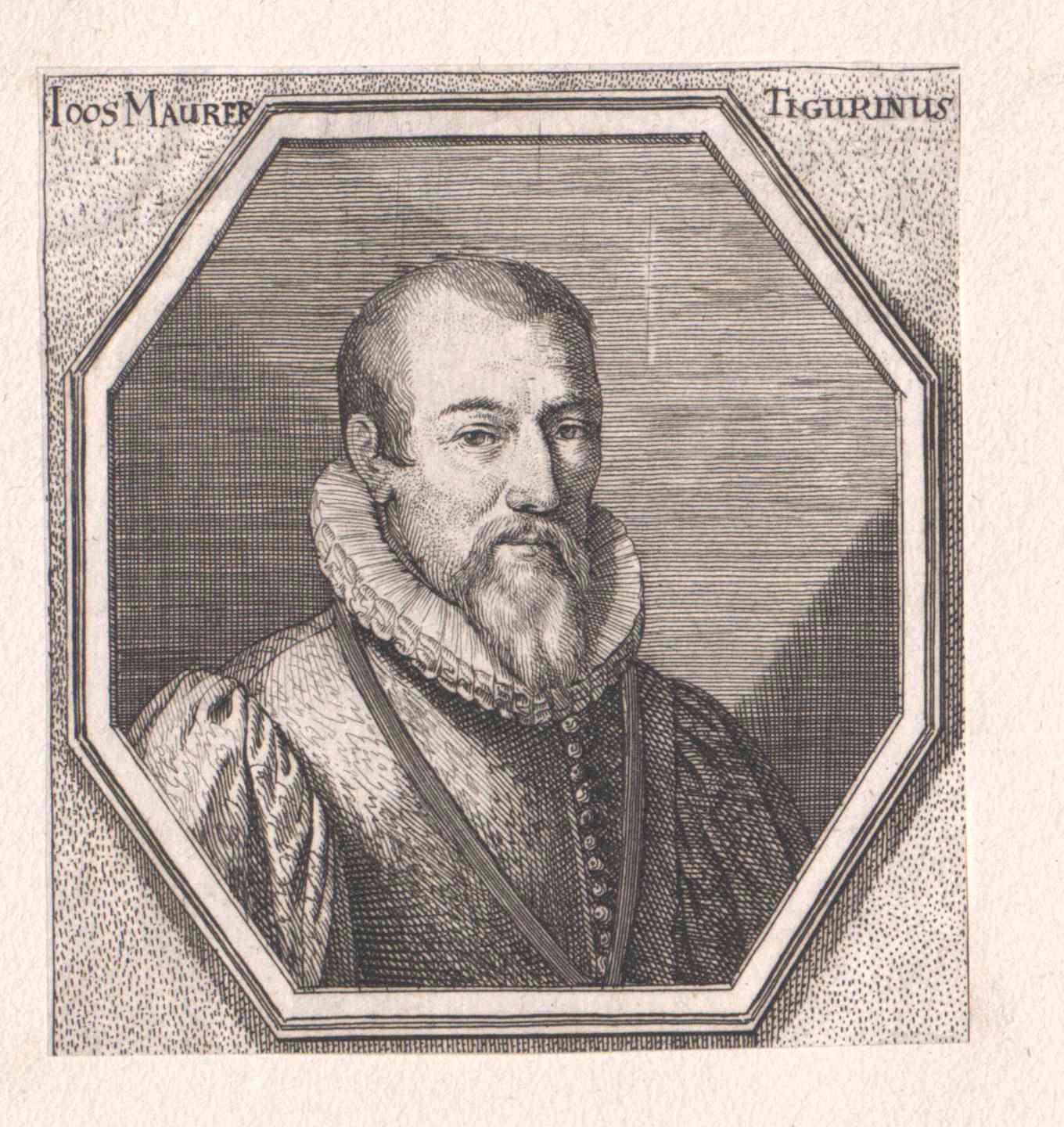
Jos Murer. Radierung von Conrad Meyer, 1675

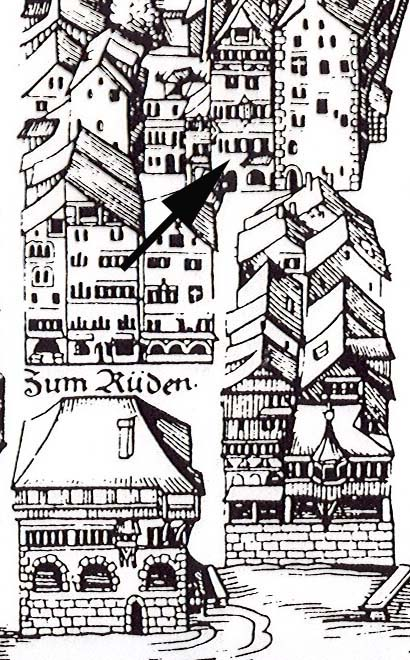
Wohnhaus Jos Murers am Nägelihof

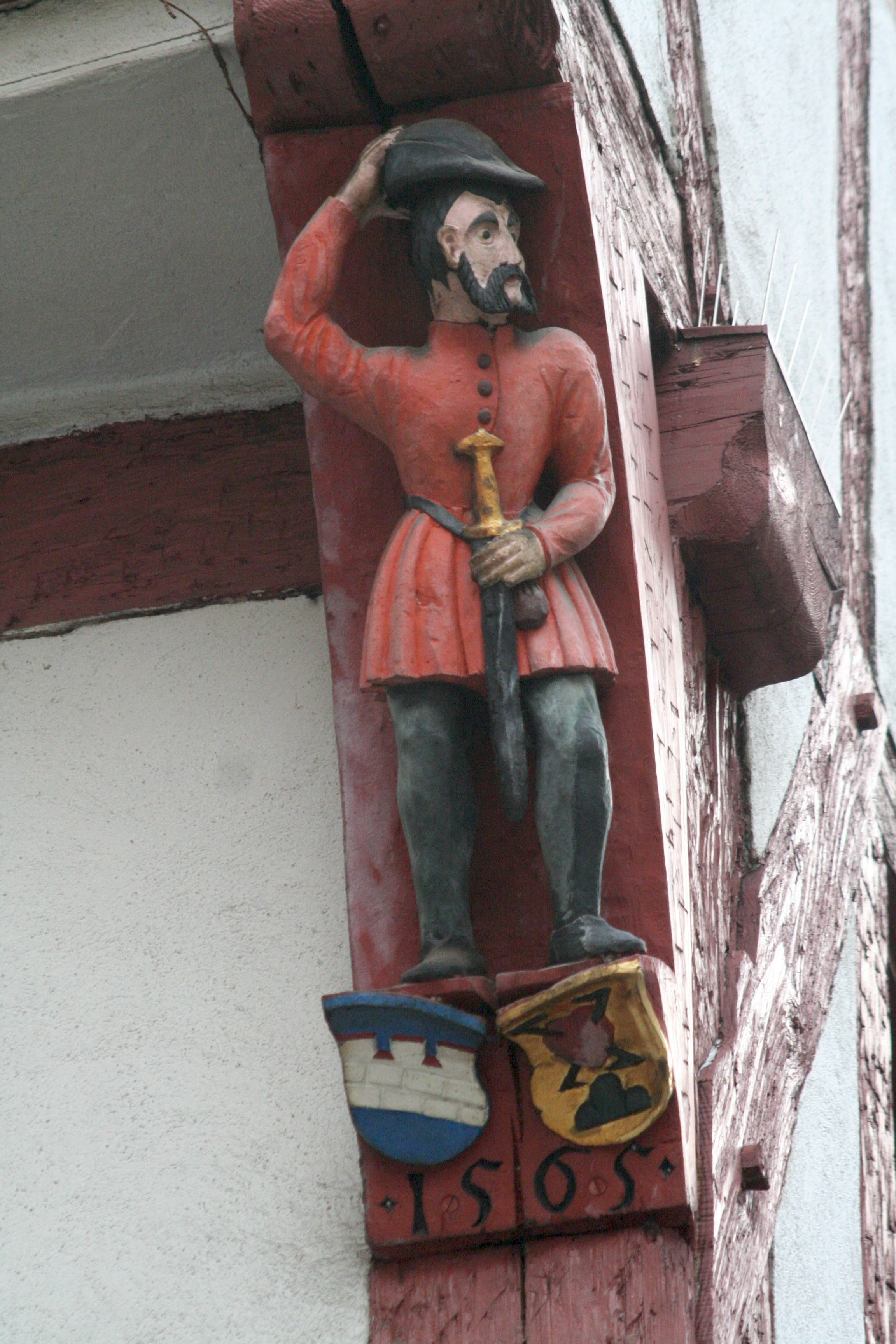
Jos Murer über seinem Wappen

Jos Murer (* August oder September 1530 in Zürich; † 14. Oktober 1580 in Winterthur) war ein Zürcher Glasmaler, Kartograf und Dramatiker.

## Leben und Wirken
Jos (Jodocus) Murer wurde Ende August oder Anfang September 1530 als Sohn des aus Grüningen stammenden, 1525 in Zürich eingebürgerten Gürtlers Johannes Murer in Zürich geboren und am 5. September 1530 im Grossmünster getauft. Seine Schulausbildung war nicht die beste, er konnte nur eine sogenannte «deutsche» Schule besuchen. Die höheren Lehrstätten, wo zukünftige Geistliche und Gelehrte studierten, blieben ihm verschlossen, doch hinderte ihn dies nicht, sich eine stattliche Bildung zu erwerben.
Murer genoss eine handwerkliche Ausbildung und wurde Glasmaler. Die Lehre dauerte damals drei Jahre und war mit 17 bis 18 Jahren abgeschlossen. Darauf folgte eine ebenfalls dreijährige Wanderzeit und die Meisterprüfung, so dass Murer etwa 1550–1552 Meister geworden sein dürfte.
1556 heiratete er Barbara Schön, Tochter des Bildschnitzers Caspar Schön aus Speyer. Sie hatte vor ihrer Ehe als Magd im Haushalt des Sohnes von Huldrych Zwingli gedient. In den Jahren 1557–1577 bezog Murer immer wieder Honorare für Standesscheiben. 1558, 1570 und 1579 lieferte er Standes- und Wappenscheiben in den Kreuzgang der Zisterzienserabtei Wettingen, 1559 in denjenigen des Zisterzienserinnenklosters Tänikon.
Noch bekannter wurde er als Zeichner vieler Portraits bedeutender Persönlichkeiten und als Holzschnitt-Illustrator. Seine zeichnerische Begabung kam ihm bei seiner Arbeit als Kartograf zugute, die er nebenbei betrieb. 1566 entstand ein Plan des ganzen Zürcher Herrschaftsgebietes, ein Unternehmen, das er offenbar auf eigenes Risiko hin einleitete. Es wird angenommen, dass er dabei vom Oberwinterthurer Pfarrer und Kartograf Sebastian Schmid unterstützt wurde.
1576 erschien, in Zusammenarbeit mit Christoffel Froschauer dem Jüngeren, sein Plan der Stadt Zürich. Dies ist der berühmte Murerplan, der heute in zahllosen privaten und öffentlichen Räumen in der Stadt Zürich hängt. Er vermittelt das getreuste Abbild des spätmittelalterlichen Zürich und wird immer noch als «Kronzeuge» herangezogen, wenn das ursprüngliche Aussehen eines Gebäudes oder einer Gasse bestimmt werden soll. Murers Holzschnitte zeichnen sich durch die auf das Wesentliche reduzierten Linien und Parallelschraffuren aus. Dabei gelang es ihm, Wichtiges vereinfacht wiederzugeben, ohne das Detail ganz zu vernachlässigen. Auch als Glasmaler konnte Murer seine zeichnerischen Fähigkeiten unter Beweis stellen.
Daneben verfasste Murer insgesamt sieben Dramen: Naboth (um 1556); Belägerung der Statt Babylon (1560); Der jungen Mannen Spiegel (1560); Absolom (1565); Ufferstantnus Unsers  Herren (1567); Hester (1567); Zorobabel (1575). Zum Teil schmückte er die Werke mit kleinen Holzschnitten.
Trotz seiner Berühmtheit war Murer zeit seines Lebens kein reicher Mann, obwohl er das Haus Zum Nägeli am Rüdenplatz besass. Er genoss grosse Wertschätzung in der Öffentlichkeit und bei den Behörden. 1578 zog er als Amtmann nach Winterthur, wo er am 14. Oktober 1580 50-jährig starb.
Jos Murers Wohnhaus, das Haus Zum Nägeli, steht heute noch. An der Hausecke sind die Wappen Murers und seiner Gattin nebst der Jahreszahl 1565 zu sehen, darüber eine grüssende, schwerttragende Figur. Denkbar, dass sie Murer selbst darstellen soll, die Ähnlichkeit zu seinem Porträt ist offensichtlich.

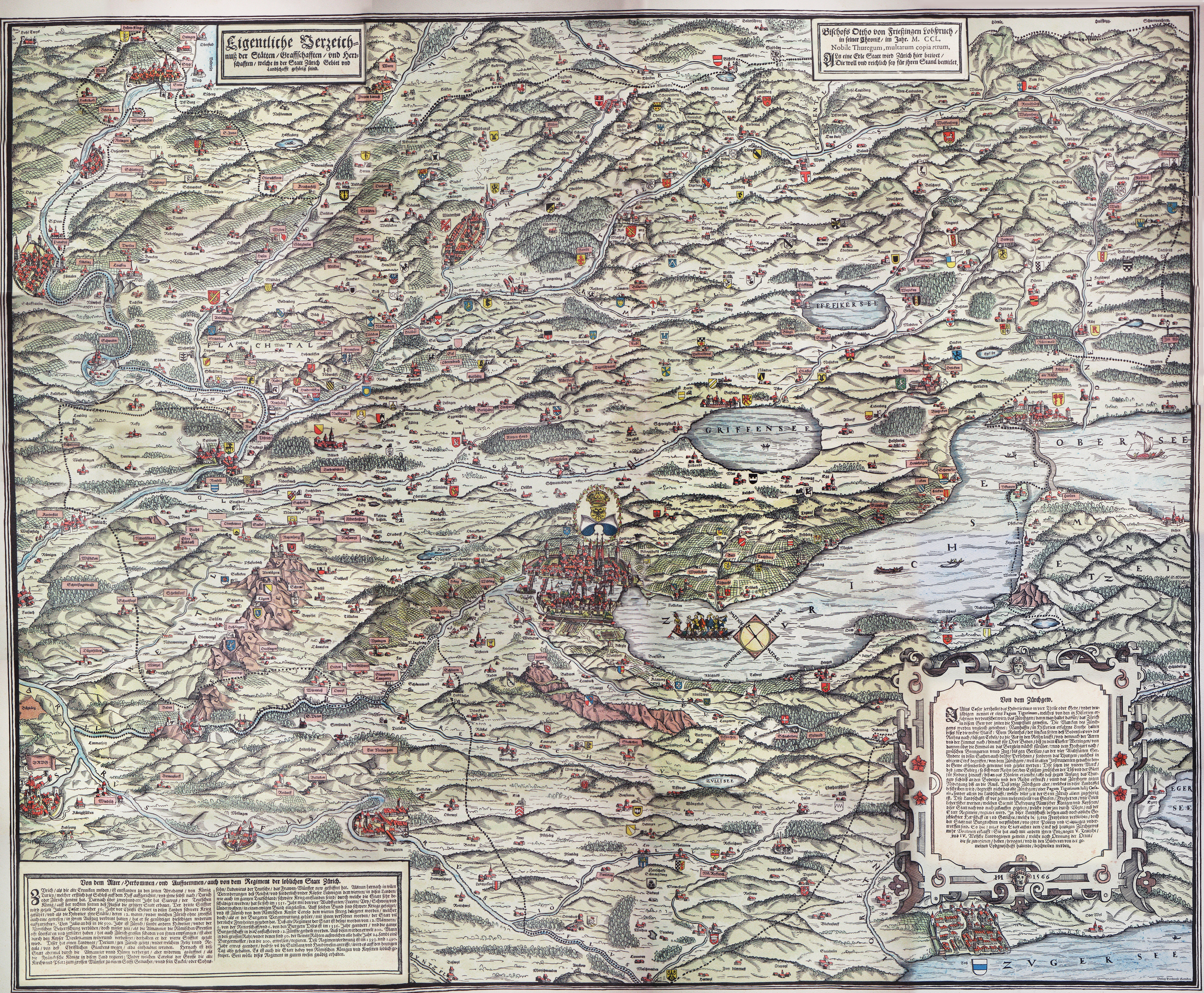
Murers Zürcherkarte von 1566
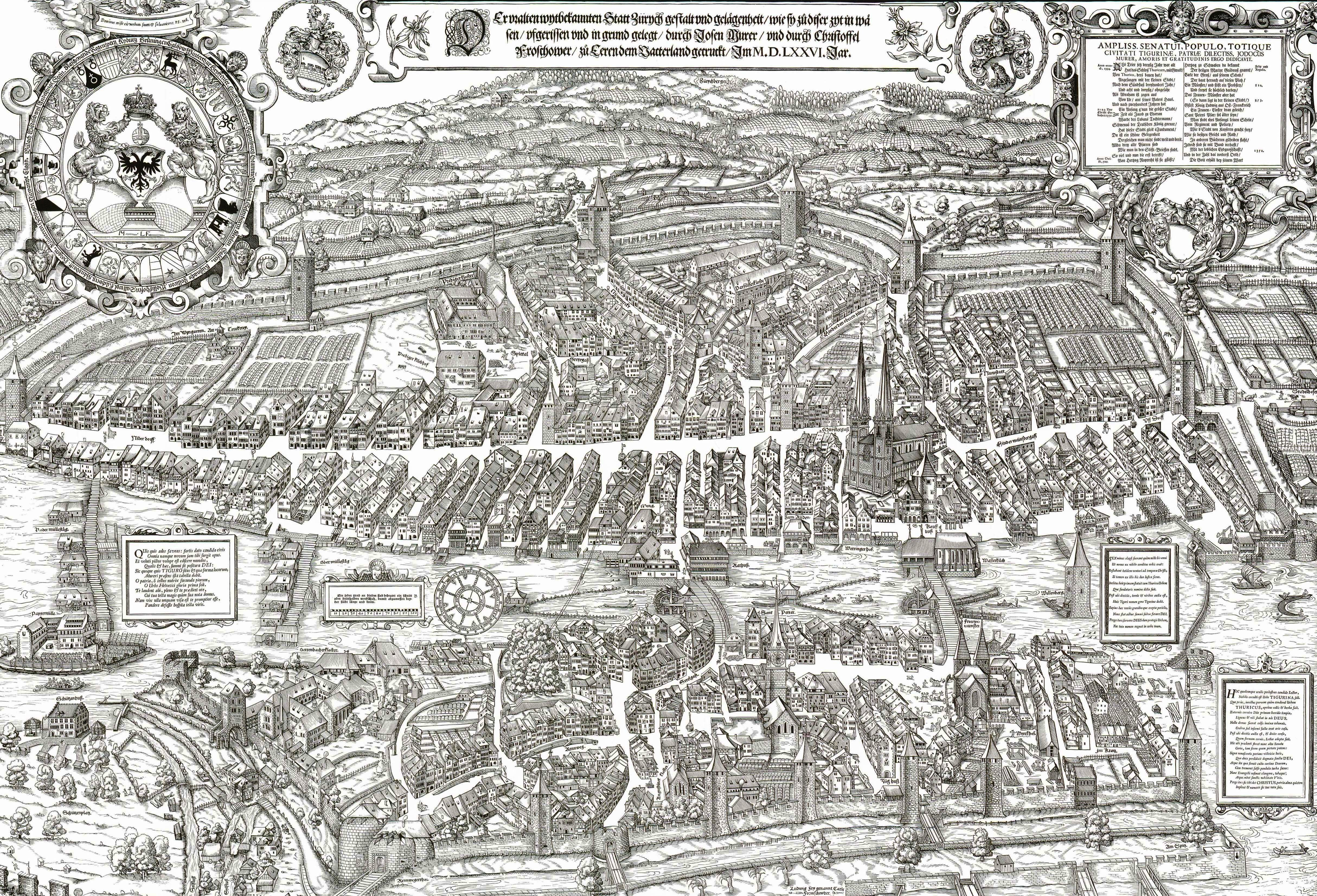
Murerplan von 1576
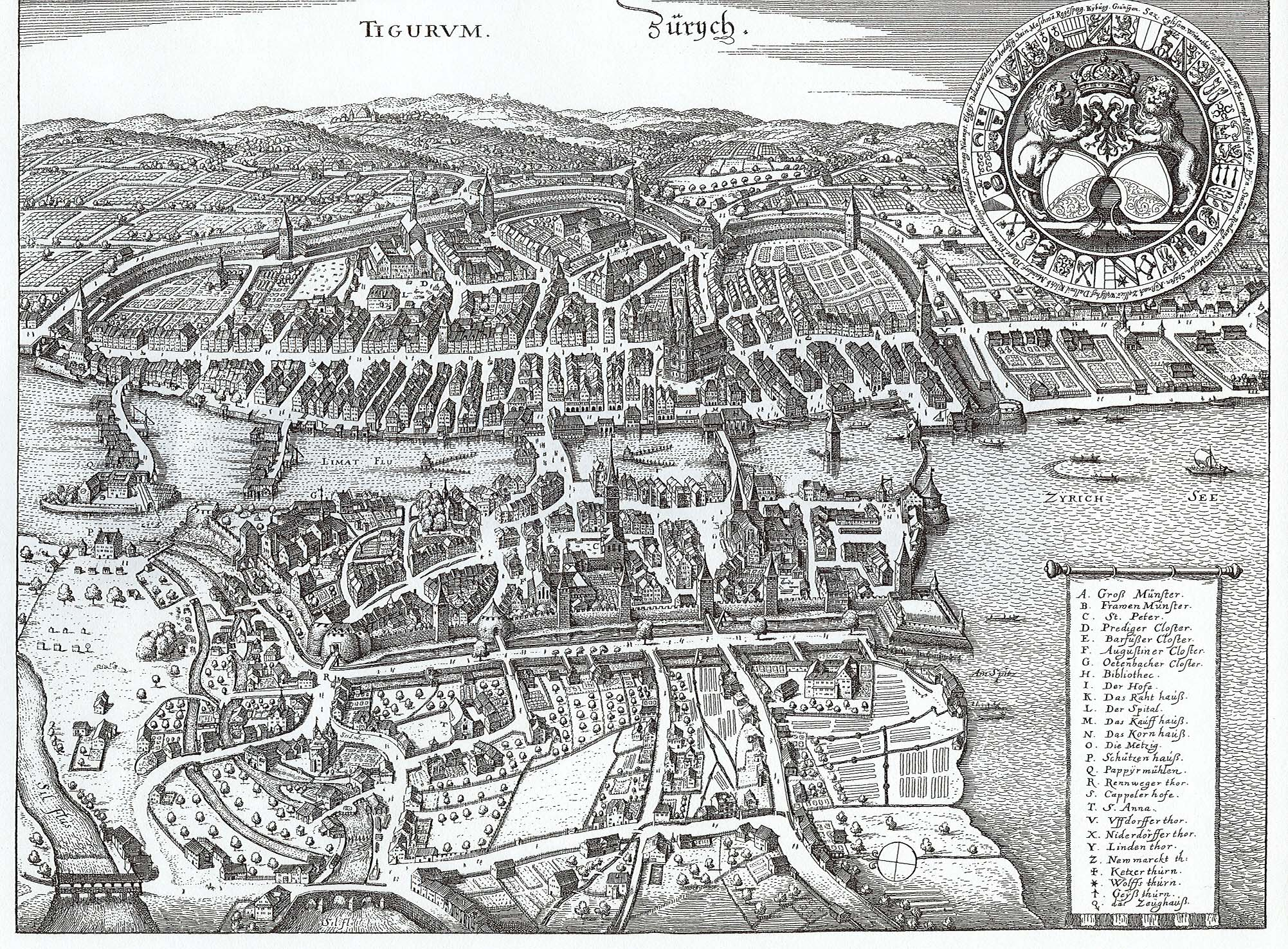
Planvedute nach dem Holzschnitt von Jos Murer, bzw. Ludwig Fry als Kupferstich. Radierung von Matthäus Merian, 1638.

Zwei seiner zwölf Kinder, die Söhne Josyas und Christoph Murer, führten selber auch ein Glasmalergeschäft in Zürich.